# かねやす百貨店
かねやす百貨店（かねやすひゃっかてん）とは、かつて小倉市（現在の北九州市）に存在した百貨店である。小倉市で2番目に開業した百貨店であり、かつては井筒屋、菊屋百貨店（のちの小倉玉屋）とともに小倉を代表する百貨店であった。

## 歴史

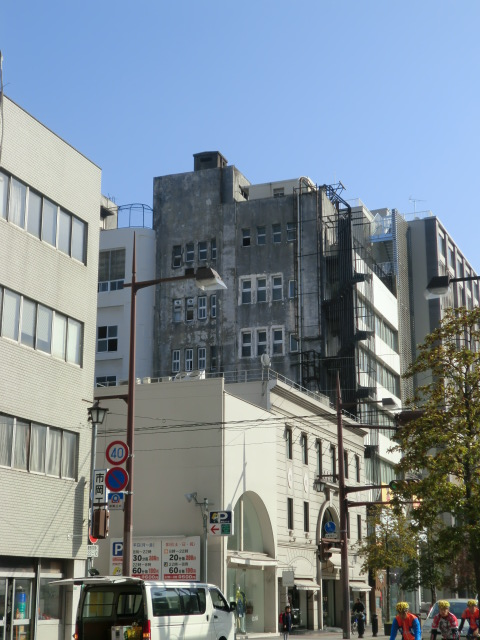
旧かねやす百貨店新館（現・ワシントンビル）

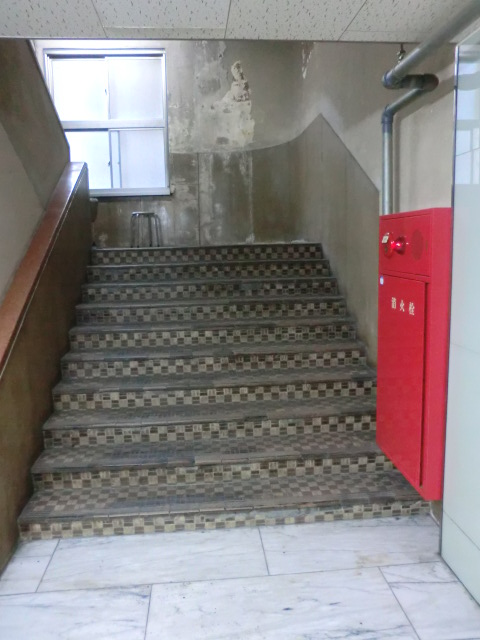
当時の面影を伝える階段部分

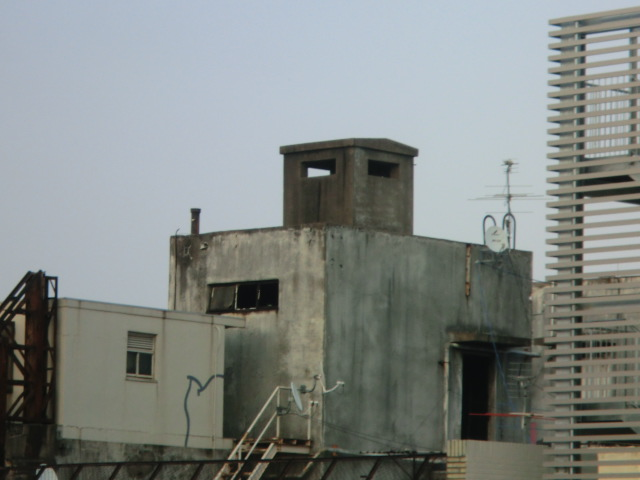
屋上の防空監視哨

創業は文久年間。創業当初は「かねやす」として米穀店や金の目利きを行っており、店も田町にあったが、その後魚町に移り慶応年間に呉服商を開始する。長州戦争や明治維新の動乱の間も、同店はこの地にあり続けた。
明治28年（1895年）には娘婿であった米谷勘吉が暖簾分けして「新米谷呉服店」を創業、後に魚町銀天街の呉服店「新米谷」となった。
大正9年（1920年）3月には三代目安次郎が「かねやす百貨店」としてデパートを創業。当初は木造4階建で、食堂も併設されていた。昭和11年（1936年）11月には新たに鉄筋7階建で耐火造の新館が完成。新館は当時の小倉では最も高い建物であったといわれ、本館・新館の売り場面積は合わせて4,096.3平方メートルとなった。呉服店の時代から市民の信頼を得ていたこともあり、かねやす百貨店は順調に業績を伸ばした。戦時中には街の防空のため、屋根の部分に防空監視哨が置かれた。この防空監視哨は現存しており、隣の立体駐車場などから見ることができる。
1952年（昭和27年）11月30日、後に「魚町大火」と呼ばれる火事で死者は出なかったものの、魚町商店街の店舗22軒が全焼、2軒が半焼し、合計で51戸が被災、かねやす百貨店でも5人の怪我人を出した。
社員の努力により2週間後には営業を再開したが、火事の損害が経営に与えた打撃は大きく、ついに昭和29年（1954年）10月に閉店しその後破産。米穀店として創業して以来の約100年の歴史に幕を下ろした。その後新館（建物自体は焼け残った）は雑居ビル「ワシントンビル」となり、現在はドラッグイレブン小倉魚町店やカフェ、事務所等が入居している。

## 参考資料
参考にした文献
- 北九州市史編さん委員会編　『北九州市史　近代・現代　産業経済2』、北九州市、1992年、1263pp.
- 小倉市役所、末岡作太郎編　『小倉市誌　補遺』、名著出版、1973年、967pp.
- 遠城明雄. “一九三〇年代の都市中小小売商-福岡県の場合”. 史淵140号 (九州大学) (2003-3-30).

ウェブサイトなど
- “かねやす百貨店”.   消防科学総合センター. 2014年1月12日閲覧。
- “敵機見つける防空監視哨、今もビル屋上に　北九州中心街”. 朝日新聞. (2011年8月15日) 2014年1月12日閲覧。
- “「呉服処　新米谷」ご紹介”.  魚町銀天街 (2010年7月4日). 2014年1月12日閲覧。
- 魚町商店街振興組合、魚町一丁目商店街振興組合　『小倉魚町銀天街物語』（リーフレット）、2012年